# 郭熙
郭熙（約1000年—約1087年後），字淳夫，世稱郭河陽，河陽溫縣（今河南温县）人，北宋画家、繪畫理論家。享年88歲以上，可徵的活動年代為宋神宗熙寧至元豐間，曾任翰林待诏直长，神宗死後，遂少有在畫院的活動紀錄，宋徽宗宣和時追贈正議大夫。
郭熙擅長山水畫，與李成並稱「李郭」，名列「李、郭、范、米」的「北宋四大家」之一。

## 生平
郭熙頗具藝術天分，初始自學，宋仁宗至和元年（1054年）以前，曾應蘇舜元之邀臨摹李成的六幅《驟雨圖》，繪畫造詣因此更為精進，知名度也迅速攀升。宋神宗熙寧元年（1068年），郭熙透過富弼推薦來到汴京，先後為三司使吳中復繪《秋景平遠圖》，以及開封府的邵亢作六幅《雪景屏風》，後續又為他人作畫，直到被招入皇宮和著名畫家崔白、艾宣和葛守昌共同繪製《紫宸屏風》，受到宋神宗青睞，奉詔翰林圖畫院藝學，後官至翰林待詔直長，訂定御府藏畫品目及負責畫院運作等，聲望頗高。

## 風格
郭熙山水画不僅繼承、發揚了北方流派的李成畫法，還「兼收並覽」，揉合南方畫派及各家之長，深入大自然「饱游饫看，历历罗列于胸中」，故能「佈置愈造妙處，然後多所自得」而備成一家。
郭熙早期畫風嚴謹精巧，晚年落筆雄壯。擅長用「高遠」、「深遠」和「平遠」三遠構圖巧妙布局，「上留天」，「下留地」，「大松大石必畫於大岸大波之上」，雲頭皴畫山石和蟹爪畫樹枝等技法，「毫鋒穎脫，墨法精微」的筆墨，繪出磅礴大景山水的「遠近淺深，四時朝暮，風雨明晦之不同」特徵，也體現寒林平野「枝茂凄然生陰」的孤寂蕭疏意境，讓觀畫者達到「不下堂筵，坐窮泉壑」，可行、可望、可游、可居之目的。

## 作品

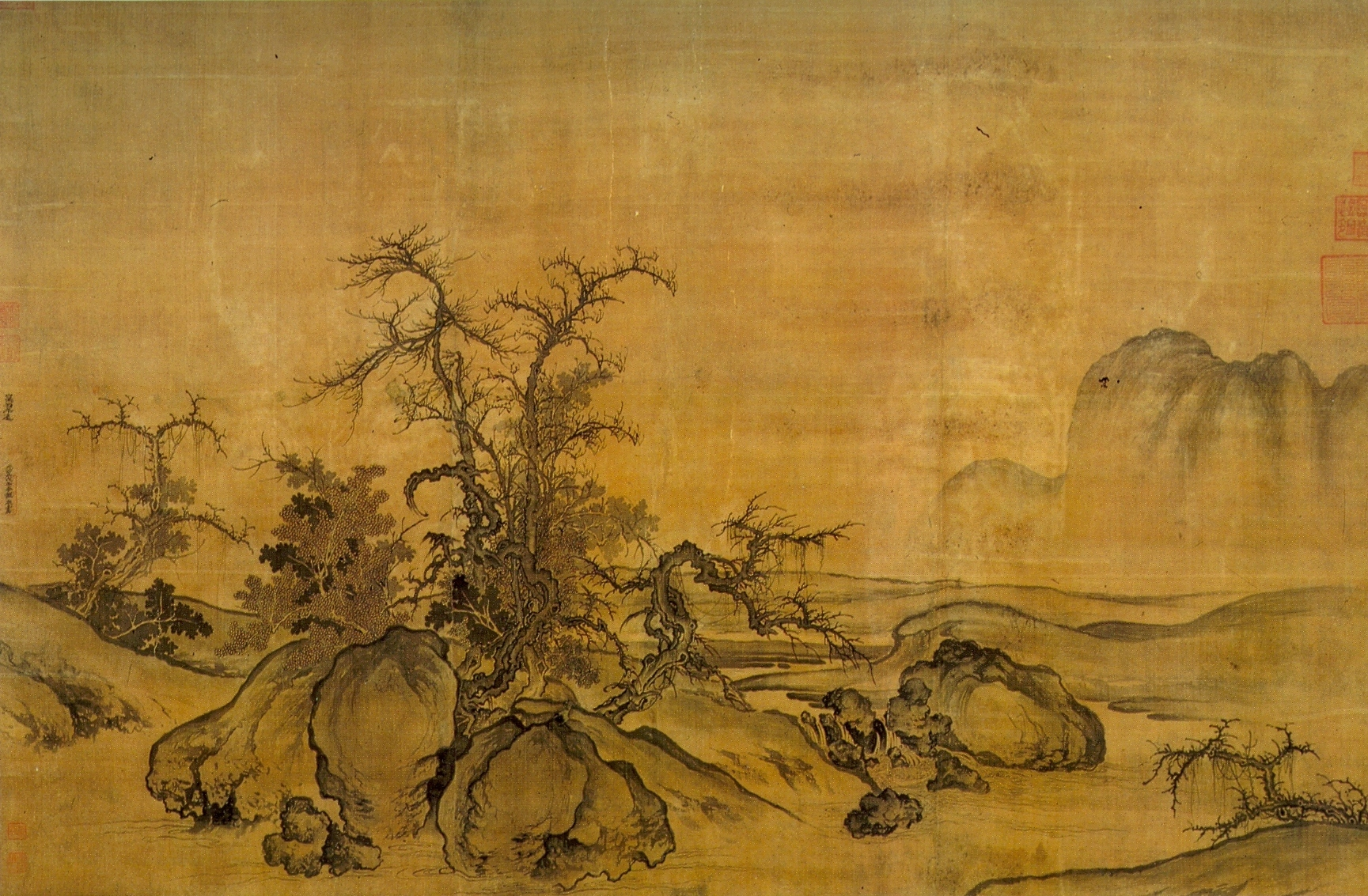
《窠石平远图轴》，元丰元年戊午（1078）

北宋《宣和畫譜》收錄有郭熙畫作30件，南宋周密《雲煙過眼錄》也多有著錄，元朝湯垕《畫鑒》稱見過真跡約50件。
臺北國立故宮博物院收藏的《早春圖》軸是郭熙代表作。此外，尚有臺北故宮收藏的《關山春雪圖》軸、上海博物館收藏的《幽谷图》半軸、雲南省博物館收藏的《溪山访友图》軸、紐約大都會藝術博物館收藏的《樹色平遠圖》卷及北京故宮博物院收藏的《窠石平远圖》卷等作品傳世。南京大學圖書館收藏的《山村圖》軸與臺北故宮收藏的《寒林圖》軸相傳也都是郭熙之作。
郭熙另有山水畫論《林泉高致集》傳於後世，為古代中國繪畫論述一大成就，對後世的繪畫發展有著巨大影響。

## 影響
郭熙活耀於宋神宗熙寧至元豐年間，是馳名當代的繪畫大師，其畫風格調清新，獲当时文士苏轼、蘇轍、黄庭坚與王安石等人高度赞扬，也深得神宗賞識，皇宮、朝廷的尚書省、中書省、門下省、後省、樞密院、翰林學士院及許多大型寺廟均隨處可見郭熙繪製的壁畫與屏風掛畫，時有「神宗好熙筆」、「受眷被知，評在天下第一」、「禁中官局多熙筆跡」等說法，於是乎畫師們爭相摹仿，「獨步一時」，為北宋中期最具影響力的山水畫大師。
郭熙與李成的「李郭畫派」除盛行於北宋初期至中期，在元朝初期至中期也占有重要地位，師承的畫家主要有劉貫道、曹知白、王士元、王振鵬、羅稚川、唐棣、趙雍、朱德潤、王淵及李容瑾等人，堪與董源、巨然的「董巨畫派」相抗頡之二大主流。明朝的戴進、馬軾、謝時臣、仇英、王問及清朝的袁江、袁耀等人，也都曾受郭熙畫風影響。

## 評價
- 後世將郭熙與李成並稱「李郭」，謂之「李郭畫派」，又將李成、范寬、米芾與之同列「北宋四大家」，世稱「李、郭、范、米」。
- 蘇軾：「玉堂晝掩春日閒，中有郭熙畫《春山》。鳴鳩乳燕春睡起，白波青嶂非人間。」[16]「目盡孤鴻落照邊，遙知風雨不同川；此間有句五人見，送與襄陽孟浩然。木落騷人已怨秋，不堪平遠發詩愁；要看萬壑爭流處，他日終煩顧虎頭。」[17]
- 黃庭堅：「黃州逐客賜未還，江南江北飽看山。玉堂對臥郭熙畫，發興已有青林間。郭熙官畫但荒遠，短紙曲折開秋晚。江村煙外雨腳明，歸雁行邊余疊峫。坐思黃甘洞庭霜，恨身不如雁隨陽。熙今頭白有眼力，尚能弄筆映窗光。畫取江山好風日，慰此將老鏡中發。但熙肯畫寬作程，五日十日一水石。」[18]，「能作山川遠勢，白頭惟有郭熙」[19]，「郭熙雖老眼猶明，便面江山取意成」[20]，「郭熙元豐末年為顯聖寺悟道者作十二幅大屏，高二丈余，山重水複，不以雲物映帶，筆意不乏。余嘗招子瞻兄弟共觀之，子由嘆息終日，以為郭熙因為蘇才翁家摹六幅李成《驟雨圖》，從此筆墨大進。觀此圖，乃是老年所作，可貴也。」[20]
- 蘇轍：「鳳閣鸞臺十二屏，屏上郭熙題姓名。崩崖斷壑人不到，枯松野葛相欹傾。黃散給舍多肉食，食罷起愛飛泉清。皆言古人不復見，不知北門待詔白髮垂冠纓。袖中短軸才半幅，慘淡百裏山川橫。巖頭古寺擁雲木，沙尾漁舟浮晚晴。遙山可見不知處，落霞斷雁俱微明。十年江海興不淺，滿帆風雨通宵行。投篙椓杙便止宿，買魚沽酒相逢迎。歸來朝中亦何有，包裹觀闕圍重城。日高困睡心有適，夢中時作東南征。眼前欲擬要真物，拂拭束絹付與汾陽生。」[21]「亂山無盡水無邊，田舍漁家共一川；行遍江南識天巧，臨窗開卷兩茫然。斷雲斜日不勝秋，付與騷人滿目愁；父老如今亦才思，一蓑風雨釣槎頭。」[22]
- 晁補之：「漁村半落楚江邊，林外秋原雨外天；誰倚竹樓邀大艑，天涯暮色已蒼然。洞庭木落萬波秋，說與南人以自愁；欲指吳松何處是，一行征雁海山頭。」[23]
- 張耒：「漁村橘市楚江邊，人外秋原雨外川；遣騎竹邊邀短艇，天涯暮色已蒼然。洞庭葉落萬波秋，說與南人亦自愁；指點吳江何處是，一行鴻雁海山頭。」[24]
- 畢仲游：「窗間咫尺似天邊，不識應言小輞川；聞說平居心目倦，暫開黃卷即醒然。木落山空九月秋，畫時應欲遣人愁；因思夢澤經由處，二十年間若轉頭。」[25]
- 郭思：「《煙生亂山》，生絹六幅，皆作平遠，亦人之所難。一障亂山，幾數百里，煙嵐綿聯，亂山截嶭，矮林小寺，間見掩映，看之令人意興無窮。此圖乃平遠之尤物也。」[26]
- 《宣和畫譜》：「善山水寒林，得名于時。初以巧贍致工，既久又益精深，稍稍取李成之法，布置愈造妙，處然後多所自得。至攄發胸意，則於髙堂素壁，放手作長松巨木，回溪斷崖，岩岫巉絶，峰巒秀起，雲煙變滅，靄之間千態萬狀。論者謂熙獨步一時，雖年老落筆益壯，如隨其年貌焉。熙後著《山水畫論》，……言皆有序，可爲畫式。」[3]
- 湯垕：「善得煙雲出沒，峯巒隱顯之態，嘗論畫山曰：『春山淡冶而如笑，夏山蒼翠而如滴，秋山明净而如粧，冬山慘淡而如睡』，觀其議論可知其畫也，僕平生見真蹟約五十本，然絶佳者不過一二十軸而已。」[27]
- 曹昭：「郭熙山水其山聳拔盤迴，水源高遠，多鬼面石。亂雲鷹爪樹，松業攢針，雜葉夾筆，單筆相半，人物以尖筆帶點鑿，絕佳。自著山水訓議論，卓絶千古，可規。」[28]
- 吳其貞：「郭河陽《春雪圖》絹畫二大幅，氣色尚佳。用筆文秀，氣韻生動，得其自然，為神品上。」[29]
- 清高宗乾隆：「樹纔發葉溪開凍，樓閣仙居最上層，不藉柳桃閒點綴，春山早見氣如蒸。」
- 顧復：「《早春圖》雙軿絹大幅，人物生動，室居幽邃，至於峰嵐波流，林木草卉，無非早春二字寫照焉。此大圖中之傑作也，古印鈐角。」[30]